# ASKAP J1832−0911
ASKAP J1832-0911은 매우 밝은 "장주기 전파 과도 현상"(LPT)이 있는 항성이다. 이 특이한 특성 때문에 지금까지 발견된 어떤 천체와 도 다르다. 또한, 이 천체는 마그네타 또는 백색왜성으로 추정되고 있다. 하지만, 발견자인 왕쯔텡(Ziteng Wang)은 "이러한 이론들은 우리가 관측하는 현상을 완전히 설명하지 못한다."라고 말한다.

## 발견 및 역사
ASKAP J1832-0911는 호주 스퀘어 킬로미터 어레이 패스파인더에서 관측을 통해 처음 확인되었으며, 초신성 잔해 SNR G22.7–0.2를 표적으로 한 찬드라 X선 관측소(Chandra X-ray Observatory)를 통한 우연한 관측에서 X선 대역에서 우연히 발견되었다. 

## X선 방출및펄사 주기
장주기 과도 현상(LPT)이 있는 ASKAP J1832-0911은 약 44.3분 마다 2분 동안 지속되는 전파 펄사와 X선 방사선을 방출하는 천체로 지구에서 약 15,000 광년 떨어진 곳에 위치해 있다.

## 천체의 형태
이 천체의 형태에 대해서는 아직도 불확실성이 있으며, 일부에서는 이것이 마그네타 펄사 또는 백색왜성 일 수 있다고 믿고 있다.

## 같이 보기
- 마그네타
- 장주기 전파 과도 현상